# Хоралчело
Хоралчело (Choralcello, Choralcelo) — гібридний музичний інструмент, містив акустичний компонент, схожий на фортепіано і в музичний інструмент з групи з електромеханічних електрофонів.
Хоралчелло видавав звуки з двох різних джерел. Першими були струни, розташовані вертикально, як у піаніно, які починали вібрувати під ударами молоточків або під ді\ю електромагнітного поля. Друга система, як і в телармоніумі, являла собою набір генераторів струму з дисковими роторами. Інструмент мав дві клавіатури: 64-клавішну для управління акустичною частиною інструменту та 88-клавішну для одночасного управління акустичною та електронною частиною. Інструмент також мав ряд педалей і перемикачів, схожих на традиційні органи. Хоралчело, як і піанола, міг відтворювати послідовність нот, зафіксовану на перфострічці.
Електромеханічний механізм хорачело заповнював велику кімнату і зазвичай встановлювався в підвалі будівлі, тоді як консоль, що містила акустичний елемент, клавіатуру, контролери та динаміки, встановлювалася в кімнаті, де звучала музика. Незважаючи на значні розміри в порівнянні з попередником — телармоніумом — його можна вважати мініатюрним інструментом.
Інструмент було запатентовано в 1888 році, а перший екземпляр представлений у 1909 році. Принаймні шість примірників було продано і використано до початку 1950-х. Два екземпляри збереглися до наших днів.